# St. Georg (Brochthausen)

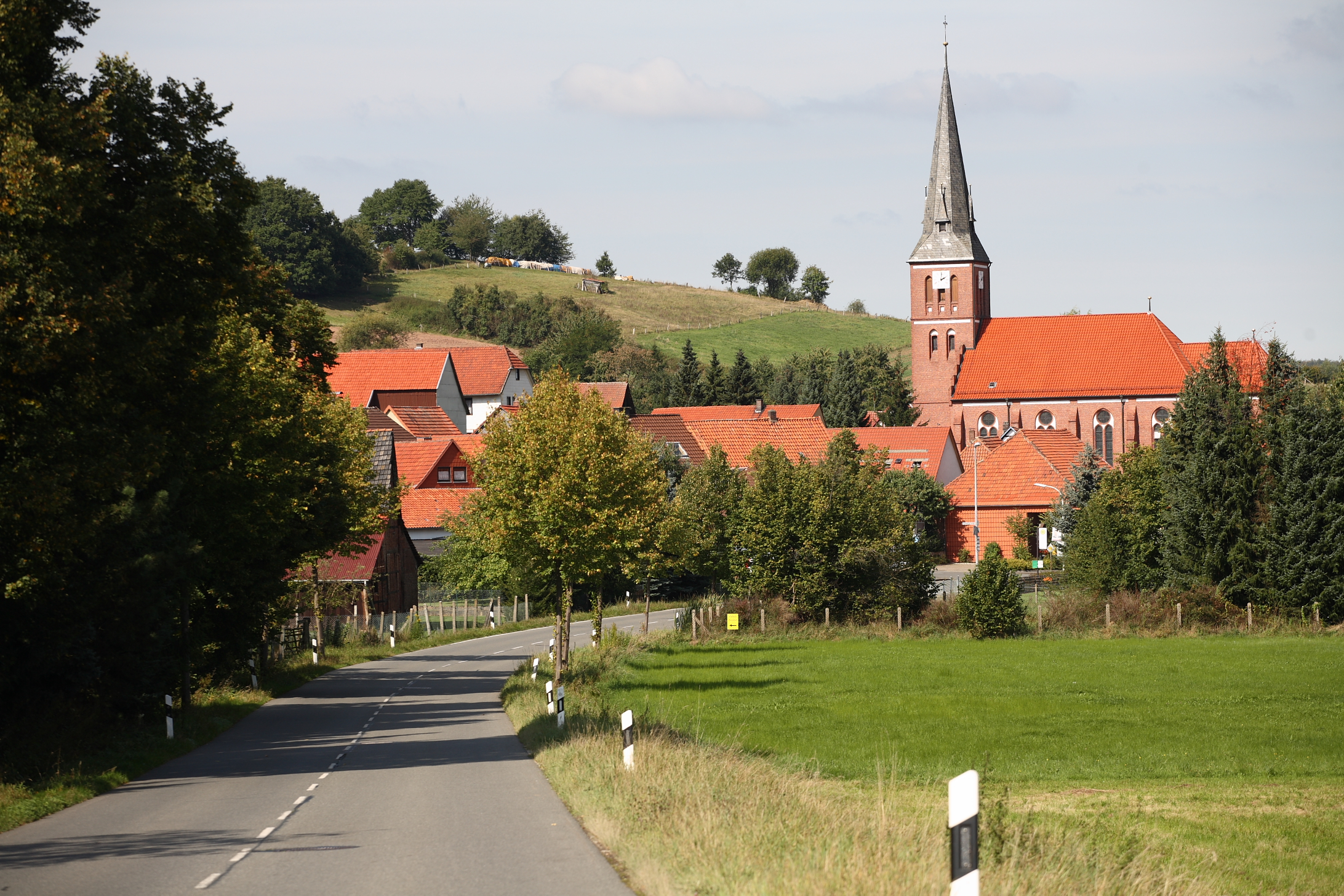
St. Georg

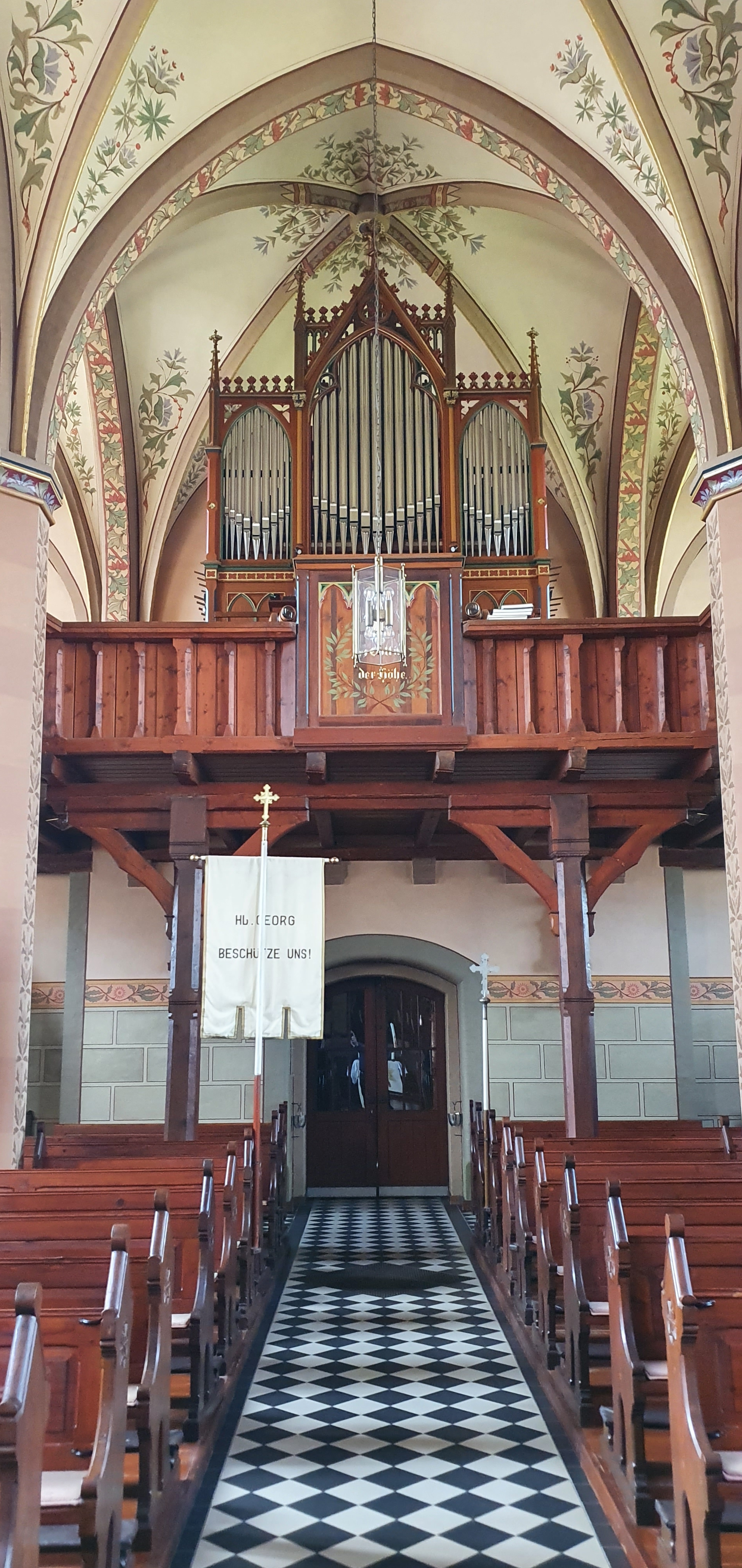
Innenansicht mit Orgel

Die römisch-katholische Filialkirche St. Georg steht in Brochthausen, einem Ortsteil der Stadt Duderstadt im Landkreis Göttingen in Niedersachsen. Die zuständige Pfarrei ist St. Sebastian in Rhumspringe im Dekanat Untereichsfeld des Bistums Hildesheim.

## Beschreibung
Die Kirche hatte zwei Vorgängerbauten, zunächst im 14. und dann im 16. Jahrhundert. Die heutige, neugotische Hallenkirche aus Backsteinen mit einem Langhaus aus drei Kirchenschiffen und vier Jochen, einem leicht eingezogenen, schiefergedeckten Kirchturm vor dem Staffelgiebel im Westen und einem dreiseitig abgeschlossenen Chor wurde 1890/1891 nach den Plänen eines ortsansässigen Maurermeisters, die von Richard Herzig begutachtet und korrigiert wurden, erbaut. Die Wände des Langhauses werden von Strebepfeilern gestützt. Im Glockenstuhl des Turms hängen drei Kirchenglocken, die ältere wurde 1484, die beiden jüngeren wurden 1923 von J. F. Weule gegossen. 
Der Innenraum wird von einem Kreuzgewölbe überspannt. Die Skulpturen von Petrus, Paulus, Johannes Nepomuk und Josef, die heute an den achteckigen Pfeilern angebracht sind, gehörten ursprünglich zum barocken Hochaltar des Vorgängerbaus. Eine Statue von Maria ist um 1400, die Prozessionsfigur sowie ein Kruzifix sind im 18. Jahrhundert entstanden. Die Orgel mit 12 Registern, zwei Manualen und Pedal wurde 1897 von Louis Krell gebaut.